# وايب أوت (سلسلة)
وايب أوت عبارة عن سلسلة ألعاب فيديو سباقات مستقبلية مضادة للجاذبية تم تطويرها بواسطة استوديو ليفربول.
تشتهر السلسلة بلعبها السريع الخطى، والتصميم المرئي ثلاثي الأبعاد الذي يعمل على الدقة الكاملة لوحدة التحكم في اللعبة وارتباطها بموسيقى إلكترونية راقصة (بشكل رئيسي تكنو وترانس) بالإضافة إلى تعاونها المستمر مع الفنانين الإلكترونيين (ذا تشيميكال براذرز، ليفتفيلد، تيم رايت، كرافت فيرك، أوربيتال، دي جي فريش، نويسيا وغيرها). تتميز السلسلة بهويتها المميزة في التصميم الجرافيكي الذي قدمه ذا ديزاينرز ريبابلك للألعاب الثلاث الأولى.
تمت مناقشة مفهوم وايب أوت لأول مرة خلال محادثة في حانة عندما تصور جيم بوارز أحد موظفي ستوديو ليفربول فكرة إنشاء لعبة سباق مستقبلية تتميز بسفن مضادة للجاذبية. بعض عناصر اللعبة مستوحاة من ماتريكس مارديرز وهي لعبة أميغا تم إصدارها من قبل استوديو ليفربودليان في عام 1990. ظهرت نسخة تجريبية من وايب أوت في فيلم قراصنة، حيث تم لعبها من قبل الأبطال في ملهى ليلي. أدى ظهور اللعبة في الفيلم إلى قيام شركة سوني بشراء الاستوديو في الأشهر التالية بعد صدورها.
استقبل النقاد امتياز وايب أوت بطريقة جيدة، حيث تم إدراج وايب أوت 2097 على وجه الخصوص ضمن أفضل ألعاب بلاي ستيشن. كانت لعبة وايب أوت 2048 هي آخر لعبة تم تطويرها بواسطة استوديو ليفربول قبل إغلاقه في أغسطس 2012. تم إحياء السلسلة لاحقًا مع إصدار وايب أوت أوميغا كوليكشن في عام 2017.

## اللعب
ألعاب وايب أوت هي سلسلة من المتسابقين المستقبليين والتي تضم لاعبين يقودون سفنًا مضادة للجاذبية عبر أشكال مختلفة من السباقات. تشتهر السلسلة بسرعتها القصوى، ومجموعة من الموسيقى التصويرية لموسيقى إلكترونية راقصة، والصعوبة المترتبة على ذلك. 
تأتي التعزيزات في شكل أسلحة هجومية أو دفاعية، بدءًا من المدافع الرشاشة والصواريخ والألغام إلى دروع الطاقة والطيار الآلي والتعزيزات التوربينية.عادة ما يتم جمع هذه التعزيزات عن طريق الطيران فوق منصات ملونة على شكل إكس على حلبات السباق.   كما تظهر وسادات السرعة على شكل شيفرون بشكل بارز على حلبات السباق: بمجرد التحليق فوقها تتلقى سفينة اللاعب دفعة سريعة.  
كل سفينة واردة في العبة مملوكة لفريق سباق مختلف،   على الرغم من أن عدد الفرق والسفن سيختلف في جميع أنحاء الألعاب. لكل سفينة خصائص مختلفة: على سبيل المثال، سوف تختلف السفن في المناولة، والتوجه، والسرعة القصوى، وقوة الدرع، وفي بعض الأحيان قوة النيران.    تم تجهيز كل سفينة بدرع إجباري يمتص الضرر الذي يحدث أثناء السباق. تفقد الطاقة كلما اصطدمت سفينة اللاعب أو أصيبت بنيران الأسلحة إذا حدث ضرر بعد استنفاد الدرع، فسوف تنفجر السفينة المعنية وبالتالي يتم التخلص من الطيار من السباق.  
تتكون أوضاع اللعبة عادةً من سباقات فردية وتجارب زمنية وبطولات.
- تتضمن السباقات الفردية القياسية أن يتنافس اللاعب ضد المعارضين ليحتل المركز الأول ويفوز بميدالية ذهبية. نظرًا لأن التسجيل يعتمد على البوديوم يتم منح الميداليات الفضية والبرونزية للمركزين الثاني والثالث على التوالي. [4] [5]
- تحتوي كل بطولة عادةً على أربعة أو ثمانية سباقات فردية؛ يتم تسجيل النقاط بناءً على المركز في سباق، والطيار الذي يجمع أكبر عدد من النقاط يفوز. [7]
- تتيح التجارب الزمنية وفترات السرعة للاعب الحصول على أسرع وقت على مضمار سواء في عدد محدد مسبقًا من اللفات أو لفة فردية على التوالي. [5] [10]
- تم تمييز وضع «المنطقة» في كل لعبة منذ وايب أوت فيوشن ويدور حول البقاء على قيد الحياة حيث يتسارع اللاعب تلقائيًا إلى السرعات القصوى. وينتهي الوضع فقط عند تدمير سفينة اللاعب. [4] [5] [6] [7]
- تم تقديم وضع «إليمينيتور» في وايب أوت 3 ويتركز حول كسب الطيارين نقاطًا لإلحاق الضرر بالمنافسين وإنهاء اللفات.[11] [12]
- وضع «كومبات» هو اختلاف طفيف في إليمينيتور ولا يظهر إلا في وايب أوت 2048 . الفرق بين الاثنين هو أنه في كومبات يتم استعادة الطاقة من خلال امتصاص العناصر بدلاً من إكمال دورة.

## ألعاب

### وايب أوت
وايب أوت هي لعبة فيديو سباقات طورت ونشرت بواسطة ستوديو ليفربول. هي أول لعبة في السلسلة وتم إصدارها في الأصل للبلاي ستيشن وأجهزة الكمبيوتر التي تعمل بنظام إم إس دوس في عام 1995 ولعبة سيغا ساترن في العام التالي. كان أيضًا عنوان إطلاق لـ بلاي ستيشن في أوروبا وأمريكا الشمالية. في عام 2052 يتنافس اللاعبون في دوري سباقات إف 3600 المضاد للجاذبية ويقودون واحدة من مجموعة مختارة من الحرفة في السباقات على عدة حلبات مختلفة حول العالم.
تميزت وايب أوت بموسيقى لفنانين تكنو معروفين مثل تيم رايت، ليفتفيلد، ذا تشيميكال براذر وأوربيتال.  ظهرت نسخة أولية من اللعبة في فيلم ديني للمراهقين قراصنة (1995) حيث كان كلا البطلين يلعبان اللعبة في ملهى ليلي.  تضمنت حملة تسويقية أنشأها وأطلقها كيث هوبوود واستوديو التصميم الجرافيكي ذا ديزاينرز ريبابليك ملصقًا ترويجيًا سيئ السمعة.

### وايب أوت 2097
وايب أوت 2097 (تم إصداره باسم وايب أوت إكس إل في أمريكا الشمالية) هي اللعبة الثانية من الامتياز وهي تكملة مباشرة للعبة الأصلية. تم إصداره لأول مرة في جميع أنحاء العالم في عام 1996 لبلاي ستيشن، ولسيجا ساتورن في العام التالي. تدور أحداث اللعبة في عام 2097 حول لاعبين يتسابقون في دوري سباقات إف 5000 المضادة للجاذبية. تم الكشف عن اللعبة لأول مرة للجمهور في شكل عرض توضيحي سابق لألفا في معرض الترفيه الإلكتروني في مايو 1996.

### وايب أوت 64
وايب أوت 64 هو الإصدار الثالث من السلسلة وهو عنوان وايب أوت الوحيد الذي لم يتم إصداره على وحدة تحكم سوني. تم إصداره حصريًا لـ نينتيندو 64 في نوفمبر 1998 لأمريكا الشمالية، وفي وقت لاحق في عام 1999 لأوروبا. تم تعيين اللعبة بعد عام واحد من أحداث وايب أوت 2097 وتشترك في نفس دوري السباقات المضادة للجاذبية. 
يعيد وايب أوت 64 استخدام معظم مسارات السباق التي ظهرت في الألعاب السابقة وإن كان ذلك بتخطيطات معكوسة ومواقع مختلفة.
وايب أوت 3 هو العنوان الرابع في الامتياز وتم إصداره لأول مرة في سبتمبر 1999 لبلاي ستيشن حيث يتنافس اللاعبون في دوري إف 7200. تم إصدار طبعة محسنة بعنوان وايب أوت 3 إيديشن حصريًا في أوروبا في 14 يوليو 2000 ؛ تتميز بتغييرات طفيفة في طريقة اللعب مثل الفيزياء الحرفية المختلفة والتحميل التلقائي للحفظ وإصلاحات أخطاء الذكاء الاصطناعي. كما هو الحال مع أول لعبتين استأجر استوديو ليفربول مرة أخرى ذا ديزاينرز ريبابليك للمساعدة في التطوير. قدمت الشركة التي تتخذ من شيفيلد مقر لها والمعروفة سرية بأغلفة ألبومات تكنو السرية «الحلوى البصرية» لوايب أوت 3 جرافيكس' تصميم مخططات الرموز، لوحات، واللون المباراة.
اختار استوديو ليفربول ساشا ليكون المدير الموسيقى اللعبة.

### وايب أوت فيوشن
وايب أوت فيوشن هو الإصدار الخامس من السلسلة وتم إصداره لأول مرة على بلاي ستيشن 2 في عام 2002. كانت اللعبة هي الأولى التي طورها ستوديو ليفربول المعاد تسميته حديثًا.  تم تعيينه في عام 2160 ويدور حول لاعبين يتنافسون في دوري سباقات إف 9000 الفاسد المضاد للجاذبية. بعد نجاح الألعاب السابقة أراد فريق التطوير استهداف وايب أوت فيوشن في «جمهور أكبر سناً وأكثر ذكاءً» من خلال جعله متميزًا عن سلسلة أف-زيرو والتي كثيرًا ما قارنها بعض النقاد بها.
وايب أوت بيور هي اللعبة السادسة في السلسلة وتم إصدارها بالتزامن مع إطلاق بلاي ستيشن بورتبل في عام 2005. تجري اللعبة في عام 2197 أي بعد 100 عام بالضبط من وايب أوت 2097 وتتمحور حول لاعبين يتنافسون في دوري سباقات إف إكس300 المضادة للجاذبية.
بدأ تطوير اللعبة في أغسطس 2003 واستمر حتى أوائل عام 2005. طوال فترة الإنتاج، أنشأ استوديو ليفربودليان واجهات مستخدم جديدة وخوارزميات أخرى ساعدت في تسريع عملية التطوير في الوقت المناسب لإطلاق بلاي ستيشن بورتبل. تميزت اللعبة بعرض الإمكانات الرسومية لـ بلاي ستيشن بورتبل وتميزت للمرة الأولى بمحتوى قابل للتنزيل في لعبة وايب أوت وهو جانب كان من الممكن أن يجلب المزيد من الإيرادات لـ ستوديو ليفربول.

### وايب أوت بالز
وايب أوت بالز هو الإصدار السابع وتم إصداره لأول مرة لجهاز بلاي ستيشن بورتابل في عام 2007. تم إصدار منفذ لجهاز بلاي ستيشن 2 حصريًا في أوروبا في يونيو 2009، يتميز برسومات محسنة وجميع محتويات اللعبة القابلة للتنزيل. تجري اللعبة بعد عام واحد من أحداث وايب أوت بيور ويتنافس فيها لاعبون في دوري سباقات إف إكس 400 لمكافحة الجاذبية. وكان مركز تطوير اللعبة حول التركيز على التغذية الراجعة من قبل المشجعين اليسار على المباراة السابقة، مع العديد من المشجعين يشكون من المسح الصرفة ' صعوبة، مما دفع ستوديو ليفربول لتحسين الجوانب حيث كانوا يعتقدون أنهم فشلوا. تحتوي اللعبة على ستة عشر مقطوعة موسيقية مرخصة لفنانين تكنو بما في ذلك كرافت فيرك ودي جي فريش وسكريم.

### وايب أوت HD
وايب أوتHD هو العنوان الثامن في الامتياز وهو الأول الذي يتم إصداره على PS3 عبر بلاي ستيشن نيتورك في جميع أنحاء العالم في عام 2008، على الرغم من إصدار نسخة للبيع بالتجزئة لاحقًا حصريًا في أوروبا العام المقبل. تم إصدار حزمة توسعة رئيسية بعنوان «وايب أوت HD فيوري» في جميع أنحاء العالم عبر بلاي ستيشن نيتورك في جميع أنحاء العالم في يوليو 2009. هذه المرة يتنافس اللاعبون في دوري سباقات إف إكس 350 المضاد للجاذبية الذي تم تعيينه قبل عام من بطولة إف إكس 400، ويضم عددًا قليلاً من مسارات السباق من وايب أوت بيور ووايب أوت بالز (على الرغم من ترقية كل المحتوى لتقديم صور بدقة 1080 بكسل في 60 إطارًا لكل ثانيا). 

### وايب 2048
وايب أوت 2048 هي اللعبة التاسعة والأخيرة في السلسلة التي طورها ستوديو ليفربول قبل إغلاقها في أغسطس 2012. تم إصدار اللعبة كعنوان إطلاق لـ بلاي ستيشن فيتا في أوائل عام 2012 وتتمحور حول اللاعبين المتنافسين في بطولات سباقات مضادة للجاذبية. تم تعيينه في عام 2048 ويعمل بمثابة مقدمة لأول لعبة وايب أوت. تم تطوير وايب أوت2048 جنبًا إلى جنب مع وحدة تحكم بلاي ستيشن فيتا نفسها، وكان بمثابة «اختبار» للجهاز. عندما حصل فريق العمل في أستوديو ليفربودليان على مجموعات تطوير لما كان يُطلق عليه فيما بعد «الجيل القادم المحمول»، تم تشكيل مجموعة داخل الفريق لتبادل الأفكار. من بينها اقتراح جهاز بشاشة تعمل باللمس والذي لم تصوره سوني بعد في ذلك الوقت، وعصا تماثلية، كلتا الميزتين جعلتهما في النهاية على وحدة التحكم. 

### وايب أوت أوميغا كوليكشن
وايب أوت أوميغا كوليكشن هي نسخة معدلة من عنوانين سابقين في سلسلة وايب أوت: وايب أوت HD و وايب أوت2048. احتوت وايب أوت HD نفسها على محتوى من وايب أوت بيور ووايب أوت بالز. تم تطوير اللعبة بواسطة كليفر بينز واستوديو ألعاب EPOs و XDev. تم الإعلان عن مجموعة وايب أوت أوميغا في ديسمبر 2016 وتم إصدارها في يونيو 2017.  تم تصميمه ليتم تشغيله بدقة 1080 بكسل على بلاي ستيشن 4 و4K على بلاي ستيشن 4 بور.  

## التطوير
تم تطوير جميع الألعاب في امتياز وايب أوت بواسطة ستوديو ليفربول.  تدور فكرة وايب أوت حول فكرة المصمم نيك بركومب لإنشاء لعبة سباق باستخدام نفس أنواع المركبات المضادة للجاذبية من تجربته مع باور دوم ، وهو العنوان الذي صدر لأول مرة في أتاري إس تي في عام 1988. استندت تصميمات المركبات المستقبلية للعبة إلى ماتريكس مارودرز، وهي لعبة إستراتيجية تعتمد على شبكة أميغا ثلاثية الأبعادعام 1994 والتي تم تطوير مفهومها بواسطة جيم باورز موظف بسيغنوسيس. تم تحديد اسم «وايب اوت» خلال محادثة في الحانة وكان مستوحى من الأغنية الموسيقية وايب أوت. 
بعد ظهور النسخة التجريبية من وايب أوت في الفيلم الديني قراصنة ، أعربت شركة سوني عن اهتمامها بـ بسيغنوسيس على أساس «العمل الرائع» الذي أنتجوه باستخدام رسومات ثلاثية الأبعاد.  في سبتمبر 1995 اشترت سوني الشركة التي تتخذ من ليفربول مقراً لها. امتد التطوير اللاحق لـ وايب أوت2097 لمدة سبعة أشهر، وتم تنظيم جولة ملهى ليلي بالاشتراك مع ريد بل للمساعدة في الإعلان عن اللعبة.   تم صنع فن اللعبة والعلامة التجارية داخل اللعبة والتغليف بواسطة ذا ديزاينرز ريبابليك ومقرها شيفيلد.
لتطوير وايب اوت3 استأجرت بسيغنوسيس مرة أخرى ذا ديزاينرز ريبابليك للمساعدة في التطوير. أراد الفنان الرئيسي نيكي ويستكوت جعل اللعبة تبدو وكأنها «مستقبل معقول» من أجل الاحتفاظ بحساسية معقولة.  كانت وايب أوت3 أيضًا أول لعبة تستفيد من عصي بلاي ستيشن التناظرية والتي تم استخدامها لتوفير تحكم أكثر سلاسة في حرفة اللاعب.
بدأت مرحلة ما قبل الإنتاج لـ وايب أوت بيور في أغسطس 2003 وبدأ الإنتاج الكامل في أكتوبر من ذلك العام. تلقى الفريق مجموعات تطوير من بلاي ستيشن بورتبل في العام التالي، وتم الإبلاغ بأن وايب أوت بيور سيكون عنوان إطلاق لوحدة التحكم هذه. أثناء التطوير أنشأ ستوديو ليفربول واجهات مستخدم ومكونات إضافية مخصصة لبرامج رسومات الكمبيوتر ثلاثية الأبعاد بالكامل من الصفر للمساعدة في تسريع العملية. 
تم الإعلان عن وايب أوت HD لأول مرة خلال E3 2007 وكشف أنه عنوان قابل للتنزيل فقط. قال مدير اللعبة توني باكلي في مقابلة إن الاستوديو اتخذ قرارًا بإصدار اللعبة باعتبارها عنوان بلاي ستيشن ستور الحصري قبل التطوير. كان هناك تأخير كبير عندما ظهرت تقارير تفيد بأن وضع المنطقة في اللعبة قد فشل في اختبار الصرع، وأنه سيتعين إعادة تصميمه قبل إصداره.
تم تطوير وايب أوتر2048 بالتوازي مع بلاي ستيشن فيتا نفسه وكان بمثابة «اختبار» لوحدة التحكم.  أثر تطوير اللعبة على تصميم وحدة التحكم نفسها؛ تم إرسال موظفين من استوديو ليفربودليان إلى سوني لتبادل الأفكارمع الإدارة العليا. من بين هذه الأفكار اقتراح جهاز بشاشة تعمل باللمس - لم يكن قد تم تصميمه بعد في ذلك الوقت - بالإضافة إلى إدراج عودين. 
في 8 أغسطس 2012 أغلقت سوني رسميًا ستوديو ليفربول كجزء من محاولة للتركيز على خطط الاستثمار البديلة. في وقت إغلاقها كان الاستوديو يعمل على عنوانوايب أوت مستقبلي لجهاز بلاي ستيشن 4 والذي ورد أنه كان قيد التطوير لمدة 12 إلى 18 شهرًا.

## استقبال
| لعبة |
| ---- |

استقبل النقاد سلسلة وايب أوت جيدًا. لقد تم الاستشهاد بأسلوب اللعب سريع الخطى، والمرئيات عالية الجودة، والموسيقى التصويرية الفنية البارزة كسمات مميزة للسلسلة.      عند إصدارها تمت الإشادة بأول لعبة وايب أوت على نطاق واسع بسبب الموسيقى التصويرية الإلكترونية، والأصالة، والمرئيات الرائعة؛   ومع ذلك شكك أحد النقاد في ذلك الوقت في طول عمرها وقدرتها على الحفاظ على عمر طويل مقارنة بسوبر ماريو كارت. وفي وقت لاحق تم وصف وايب أوت على أنها مرادفة لأجهزة ألعاب سوني لأول مرة وكعرض مبكر للرسومات ثلاثية الأبعاد في ألعاب وحدة التحكم. كما زادت اللعبة من الوعي بمجتمع تكنو السري في إنجلترا حيث كانت من أولى الألعاب التي تتضمن موسيقى مرخصة.
تم إصدار الدفعة الثانية من السلسلة وايب أوت 2097 لإشادة النقاد. أشاد المراجعون بالإجماع بابتكاراتها ورسوماتها ومزيجها الفريد من موسيقى تكنو.  صنفتها آي جي إن على أنها أفضل لعبة بلايستيشن 13 على الإطلاق في عام 2002،  ووصفتها مجلة بلاي ستيشن الرسمية بأنها خامس أفضل لعبة في عام 1997. بالإضافة إلى ذلك تحتل وايب أوت 2097 أيضًا المرتبة الرابعة كأفضل لعبة بلاي ستيشن على الإطلاق في غيم رانكينغز. تلقت وايب أوت 64 مراجعات إيجابية بشكل عام، حيث أكد بعض النقاد أنها كانت لعبة متفوقة على أف-زيرو أكس فيما يتعلق بالرسومات والجو وتصميم المضمار،   وأشار آخرون إلى أنها لم تصل إلى معايير سابقتها وايب أوت2097.
تم استقبال الدفعة الرابعة من السلسلة وايب أوت 3 بشكل إيجابي عند إصدارها؛ أشاد النقاد بالرسومات واللعب سريع الخطى والموسيقى،    على الرغم من أن العديد من المراجعات شعرت أن منحنى التعلم الحاد للعبة كان خطأً كبيرًا.  استقبل النقاد وايب أوت فيوسن بشكل أكثر سلبية؛ وتلقت الرسومات ردودًا متباينة حيث قال أحد المراجعين إنها تبدو وكأنها «لعبة من الجيل الأول من PS2»،  على الرغم من اعتقاد آخر أن المرئيات قد تحسنت مقارنة بجميع سابقاتها. في وقت إصدار وايب أوت فيوشن في عام 2001، اعترف النقاد بحقيقة أن تكنو الموسيقى كانت جزءا لا يتجزأ من هذه السلسلة. 
تلقى كل من وايب أوت بيور ووايب أوت بالز مراجعات إيجابية للغاية عند الإصدار حيث أشاد النقاد بتأثيراتهم المرئية واهتمامهم بالتفاصيل وتصميم المسار.     كما تلقت وايب أوت HD جنبًا إلى جنب مع حزمة توسيع Fury الخاصة بها ، مراجعات إيجابية للغاية حيث وافق العديد من النقاد على أنها قدمت أفضل تمثيل مرئي لأي لعبة وايب أوت نظرًا لترقيتها بدقة 1080 بكسل وعرضها في 60 إطارًا في الثانية.   تم ترشيحها لفئة «الإنجاز المتميز في تصميم الصوت» في حفل توزيع جوائز الإنجاز التفاعلي السنوي الثاني عشر، كما تم ترشيحه ضمن فئة السباقات لجائزة جولدن جويستيك الثامنة والعشرين.  تلقت الدفعة الأخيرة من الامتياز وايب أوت 2048 التي طورها استوديو ليفربول تقييمات إيجابية بشكل عام على الرغم من كونها اللعبة الأقل مرتبة بشكل عام. أشاد النقاد بشكل متماسك بالرسومات والمرئيات، واعتبروها أيضًا عرضًا لقوة بلاي ستيشن فيتا.  

## روابط خارجية
- Official website على موقع واي باك مشين (نسخة محفوظة 25 April 2011)
- Wipeout series at MobyGames